# Куба-Таба
Куба-Таба (рос. Куба-Таба) — село у Баксанському районі Кабардино-Балкарії Російської Федерації.
Орган місцевого самоврядування — сільське поселення Куба-Таба. Населення становить 3068 осіб.

## Історія
Згідно із законом від 27 лютого 2005 року органом місцевого самоврядування є сільське поселення Куба-Таба.

## Населення
| 2002  | 2010  | 2012  | 2013  | 2014  | 2015  | 2016  |
| ----- | ----- | ----- | ----- | ----- | ----- | ----- |
| 3086  | ↘3068 | ↘3060 | ↘3035 | ↘3018 | ↗3020 | ↗3038 |
| 2017  | 2018  | 2019  | 2020  |       |       |       |
| ↗3043 | ↘3026 | ↘3020 | ↗3042 |       |       |       |